# 専業主婦が就職するまでにやっておくべき8つのこと
『専業主婦が就職するまでにやっておくべき8つのこと』（せんぎょうしゅふがしゅうしょくするまでにやっておくべき8つのこと）は、薄井シンシアによる実用書。2017年7月6日にKADOKAWAより刊行された。専業主婦生活からさまざまな職を経て5つ星＋のラグジュアリーホテルに勤務するに至った著者が、自らの経験をもとに、長い未就労期間のある主婦が就職するためには何をすべかを8点にまとめて説く。
『主婦カツ!』（しゅふカツ）と題し、NHK BSプレミアムの「プレミアムドラマ」枠にて2018年10月7日から11月25日までテレビドラマ化された。

## 概要
フィリピンで華僑の家に生まれ国費外国人留学生として来日、外務省に勤務する日本人の夫と結婚して20年間で5か国に生活したという著者は、30代で妊娠して以降は17年間にわたって専業主婦として生活し、47歳の時に娘が巣立ったことで深い喪失感を味わう。ふとしたきっかけから給食調理員として社会に復帰し、電話受付のパートタイマーから外資系ホテルの営業開発担当など転職を重ね、努力の末に5つ星＋のラグジュアリーホテルに勤務するに至った経験から、長い未就労期間のある専業主婦が就職するためには何をすべきかの心構えと実践を8つの点にまとめて説いている。家事に子育てとマルチタスクを遂行する専業主婦の仕事は立派な「キャリア」になりうるとし、漫然と主婦業をこなすのではなくキャリアとして意識して、「家庭を会社のように運営することで経営センスを磨く」「PTA活動で責任と組織の一員でいることの自覚を持つ」など実践力に転換することで、専業主婦の日常を「社会復帰」を前提としたレッスンにできうるとしている。
漫画家・西原理恵子の「卒母宣言」により注目を集める「母たちの人生第2ステージ問題」に焦点を当て、当該世代である「50代以降の女性」に加えて「子を持つことをイメージし始めた人」「若い子育てママ」が将来を見据える上でも役立つ参考書となっている。

## 書誌情報
- 専業主婦が就職するまでにやっておくべき8つのこと（2017年7月6日、KADOKAWA、ISBN 978-4-04-069239-5）

## テレビドラマ
『主婦カツ!』（しゅふカツ）と題してテレビドラマ化され、NHK BSプレミアムの「プレミアムドラマ」枠にて2018年10月7日から11月25日まで放送されていた。連続8回。主演は鈴木保奈美。
夫の離職就農を機に自らも就職を思い立ったアラフィフの専業主婦が、正社員の職が見つからない中ひょんなことから専業主婦としての能力を発揮しスーパーマーケットのレジを切り盛りしたことで、経営不振のスーパーマーケットを舞台に展開する新たな人生を描く。

### 登場人物

#### 宮本家
宮本夏子〈48〉
演 - 鈴木保奈美
専業主婦。大学卒業後、会社勤務を経て結婚を機に家庭に入って20年間を過ごし、夫の離職を契機に就職を目指して、ひょんなことで地元のスーパーマーケット「宝屋」のパートタイマーとなる。
宮本華〈20〉
演 - 島崎遥香
夏子の娘。看護学生。
宮本孝太朗〈17〉
演 - 今井悠貴
夏子の息子。高校2年生。
宮本明良〈54〉
演 - 宇梶剛士
夏子の夫。突然会社を辞めてしまい、夢だった農業に身を投じる。

#### スーパーマーケット「宝屋」
岡野陸〈39〉
演 - 岡田義徳
八王子台店店長。
杉山明日香〈19〉
演 - 山谷花純
大学生。
久保田玲〈28〉
演 - 小林涼子
新婚の妻。
飯島裕人〈26〉
演 - 岩井拳士朗
アルバイト・リーダー。
本間一樹〈28〉
演 - 谷恭輔
正社員。生鮮担当。
増田文代〈58〉
演 - 大島蓉子
惣菜担当。

#### 大手スーパー「グランデ」
朝比奈美咲〈38〉
演 - 山口紗弥加
大手スーパー「グランデ」営業推進部長。岡野の元妻。
太川
演 - 阪田マサノブ
八王子台店店長。
安田ゆかり
演 - 竹内都子
夏子の主婦友達。鮮魚担当。
結城慎吾
演 - 飯田基祐
大野亮介
演 - 柳下大
貴田雄一
演 - 浜田学
小澤陽一
演 - 近江谷太朗
人事部長。
横山沙織
演 - 小野ゆり子
桐野浩平
演 - 渡部豪太
阪口智也
演 - 少路勇介
吉田
演 - 阿部みさと
移住促進バスツアーに応募した主婦で後にパート採用。
皆川渚
演 - 奥田恵梨華
山内冴子
演 - 真下有紀
川原朋子
演 - 氏家恵
梶原奈央
演 ‐ 梶原ひかり

#### その他
倉木洋輔〈34〉
演 - 青柳翔
孝太朗の担任。
永野恵〈53〉
演 - 高橋ひとみ
夏子の主婦友達。
牧原早苗〈47〉
演 - 中島ひろ子
夏子の主婦友達。
松村結奈
演 - 松浦雅
宮本華の看護大学の友人。
荒木弘明
演 ‐ 松嶋亮太
「開央建宅」採用担当者。
あやこ先生
演 ‐ 枝元萌
桂田誠一
演 - 佐野泰臣
善川英司
演 - 髙橋洋
善川政信
演 - 山田明郷

#### 矢島家
矢島翔太〈23〉
演 ‐ 上遠野太洸
華の恋人。放射線技師を目指す大学4年生。
矢島秀隆
演 - おかやまはじめ
父。
矢島真由子
演 - 森口瑤子
母。

#### 牧原家
牧原俊彦
演 - 桜井聖
夫。
牧原光代
演 - 上村依子
義母（夫の母）。

### スタッフ
- 原案 - 薄井シンシア『専業主婦が就職するまでにやっておくべき8つのこと』
- 脚本 - 江頭美智留、李正姫
- 音楽 - 羽岡佳
- 主題歌 - 東方神起「This is my love」
- 制作統括 - 谷口卓敬（NHK）、中尾幸代（アズバーズ）
- 演出 - 鈴木浩介、松田礼人
- 制作・著作 - NHK、アズバーズ

### 放送日程
| 放送回 | 放送日   | サブタイトル                                          | 脚本       | 演出     |
| ------ | -------- | ----------------------------------------------------- | ---------- | -------- |
| 第1回  | 10月07日 | 専業主婦が20年ぶりに社会復帰!                         | 江頭美智留 | 鈴木浩介 |
| 第2回  | 10月14日 | 問題だらけのスーパー宝屋! 起死回生のイベントの結果は? | 李正姫     | 鈴木浩介 |
| 第3回  | 10月21日 | 大量の誤発注! 夏子たちは商品を売り切れるか?           | 江頭美智留 | 鈴木浩介 |
| 第4回  | 10月28日 | 宝屋が閉店? 夏子が最後に目指すのは弁当大会での優勝!   | 李正姫     | 鈴木浩介 |
| 第5回  | 11月04日 | 物語は第2章! 大企業で夏子が奮闘!                      | 江頭美智留 | 松田礼人 |
| 第6回  | 11月11日 |                                                       | 李正姫     | 松田礼人 |
| 第7回  | 11月18日 | 主婦たちの力で移住促進バスツアー! 危機を乗り越えろ!   | 江頭美智留 | 松田礼人 |
| 最終回 | 11月25日 | 夏子の選択は? すべての主婦と女性に贈るドラマ最終回!   | 江頭美智留 | 鈴木浩介 |

| NHK BSプレミアム プレミアムドラマ     | NHK BSプレミアム プレミアムドラマ      | NHK BSプレミアム プレミアムドラマ                     |
| 前番組                                | 番組名                                 | 次番組                                                |
| ------------------------------------- | -------------------------------------- | ----------------------------------------------------- |
| ダイアリー （2018年9月9日 - 9月30日） | 主婦カツ! （2018年10月7日 - 11月25日） | クロスロード3 群衆の正義 （2018年12月2日 - 12月23日） |